# Fatuma Ali
Fatuma Ali (født 1950, Belet Weyne, Somalia) er en dansk-somalisk psykiater.
Hun var tidligere administrerende overlæge.
Efter en grunduddannelse i Somalia fik Ali sprogundervisning ved Moskvas statsuniversitet fra 1965 til 1966 og senere i 1970 afsluttede hun uddannelserne som sygeplejeske og jordemoder. I 1977 fik hun den lægevidenskabelige embedseksamen i Moskva og i 1980 blev det til en dansk lægevidenskabelig embedseksamen.
Efter en uddannelse til speciallæge i psykiatri arbejdede Ali ved Hillerød Sygehus og senere ved Københavns Kommune.
Fra 1997 til 2005 boede hun på Grønland og arbejde ved Dronning Ingrids Hospital.
Sideløbende har hun fungeret som underviser i psykiatri.
I 1994 udgav Ali bogen "Hvor kommer du fra? Min vej til Danmark".
Hun deltager fra tid til anden i den danske debat med emne såsom Grønland og psykiatri.
I 2018 fik Ali Lægeforeningen Sjællands Kollegialitetspris.